# Coryphaenoides mediterraneus
Coryphaenoides mediterraneus is een straalvinnige vissensoort uit de familie van rattenstaarten (Macrouridae). De wetenschappelijke naam van de soort is voor het eerst geldig gepubliceerd in 1893 door Giglioli.